# خورشیدگرفتگی ۱۴ اکتبر ۲۰۰۴
خورشیدگرفتگی ۱۴ اکتبر ۲۰۰۴ (به انگلیسی: Solar eclipse of October 14, 2004) یک خورشیدگرفتگی از نوع خورشیدگرفتگی جزئی است. این خورشیدگرفتگی در تاریخ ۱۴ اکتبر ۲۰۰۴ میلادی (‎۲۳ مهر ۱۳۸۳ خورشیدی) روی داد که زمان اوج آن، ساعت ۳:۰۰:۲۳ به‌وقت ساعت هماهنگ جهانی بوده‌است.